# Экзоним
Экзо́ним (от греч. ἔξω [экзо] «вне» + греч. ὄνομα [онома] «имя»), экзотопо́ним или экзоэтно́ним — слова, не употребляющиеся местным населением или народом (аборигенами), в том числе и на официальном уровне, однако используемые по отношению к ним внешними сообществами.

## Содержание и разделение понятий
Экзоним — это антоним к понятиям эндоним, автоэтноним (от греч. ἔνδον эндо «внутри» и греч. αὐτό авто «сам» и греч. ὄνομα онома «имя») и самоназвание.
Экзоним можно рассматривать в широком значении, то есть как все именования одним народом других народов и также топонимы, закрепившиеся в каком-либо языке, для названия других земель (краёв, стран), географических объектов (озёр, рек и так далее), населённых пунктов, кроме тех, которые расположены на территории современного проживания народа, так и в более узком значении — как те экзонимы, что закрепились в международной практике, в противовес эндонимам.
Наиболее часто экзонимами являются эндонимы, адаптированные к условиям и произношению в каком-нибудь конкретном языке, например, русское французы и Париж соответствует французским Français (франсэ́) и Paris (пари́) или рус. поляки соответствует пол. Polacy (поля́цы). Кроме того, экзоэтнонимами могут становиться и прозвища народов, которые со временем с ними смирились. К примеру, экзоэтноним мордва многими ошибочно воспринимается как самоназвание народа.

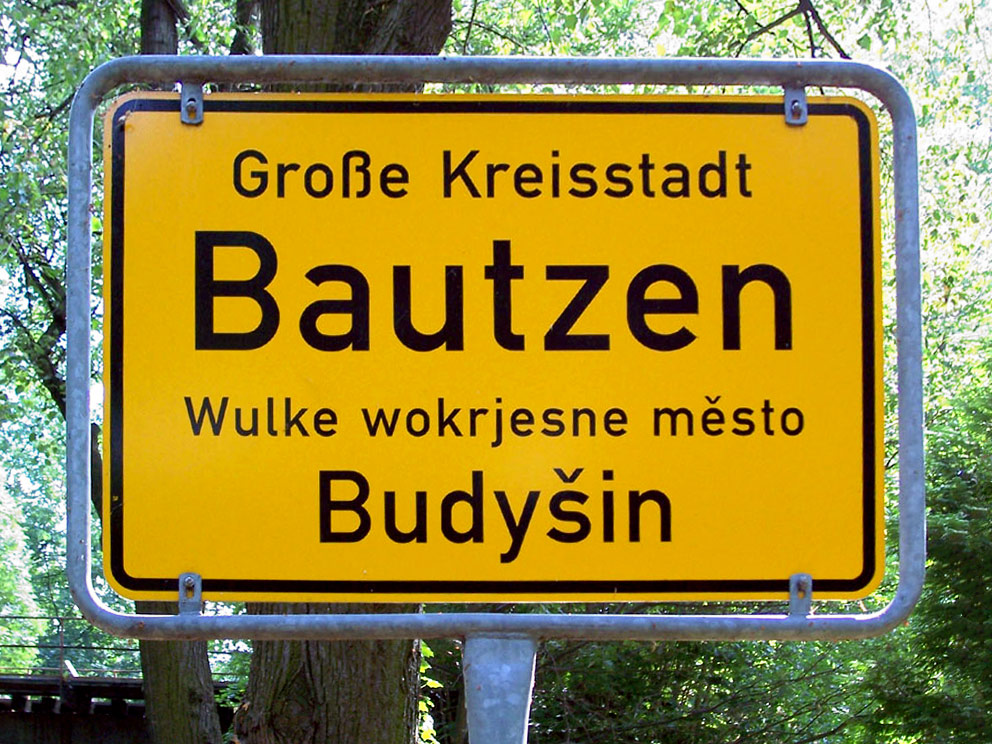
Типичный пример наличия у одного города двух разноязычных эндонимов, являющихся по отношению друг к другу экзонимами

Также часто экзонимами являются исторические названия городов и поселений, земель (краёв, стран, исторических провинций), изредка — народов, на территории которых в разные исторические периоды жили разные народы и/или территории которых контролировали разные государственные образования, например русское название современного французского города Стра́сбург (иногда говорят Стра́сбур), которое восходит к историческому Эльзасу, имеет три эндонима, при этом каждый из них относительно другого является экзонимом, — эльз. Strossburi (Стро́сбури), нем. Straßburg (Штра́сбург) и фр. Strasbourg (Страсбу́р); украинский Ужгород в венгерском —  Ungvár; река Тахо, протекающая по территории Испании и Португалии, на португальском называется Тежу и так далее.
К экзонимам относятся и латинские названия современных городов, сёл и народов — лат. Helvetia (Гельвеция) — Швейцария, лат. Leopolis (Леополис) — Львов и прочие.
Все экзонимы можно разделить на:
- экзотопонимы — иноязычные наименования топонимов, например: столица Словакии Братислава, кроме словац. Bratislava (Браті́слава) имеет исторические немецкое и венгерское названия: соответственно нем. Preßburg (Пре́сбург) и венг. Pozsony (По́жонь); международное название озера Байкал — это адаптированное к русскому языку якутское Бай кюль («богатое, щедрое озеро»), при этом у местных народов (бурят, эвенков и других) есть свои названия;
- экзоэтнонимы — иноязычные наименования этнонимов, например: (рус. румы́ны) — это румынское români (ромынь);
- этнофолизмы («экспрессивные этнонимы») — названия соседних народов с отрицательной коннотацией, элементы языка вражды («москаль», «хохол»).

В целом, термин экзоним более употребителен для экзоэтнонимов.

## Происхождение и употребление
Обычно экзонимы имеют историческое происхождение. Нередко экзонимы становятся более употребляемыми, чем самоназвание народов мира, в том числе и в научной литературе (и в международных научных языках).
- Распространённое англ. Germans (дже́менс, то есть германцы, рус. немцы) происходит от названия группы древних племён, тогда как современный автоэтноним немцев нем. Deutsche (до́йче), связанный с историческим самоназванием нидерландцев, дал начало английскому экзониму нидерландцев англ. Dutch (датч).
- Другой пример того, как экзоним, являясь названием этноса другим народом, часто соседним, стал международным названием — это чеченцы. Кроме того, самоназвание чеченцев нохчи, нохчо, вероятно, восходит к общему самоназванию чеченцев и ингушей вайнахи (от вай «наши» и нах «люди»), а «в зависимости от места расселения и непосредственных контактов с различными народами, чеченцы известны у осетин — как цацаны, у кабардинцев — шашаны, у лезгин — как чачаны, у кумыков — как мичигаш и др.»[1]. Именно эти названия чеченцев соседними народами (цацаны, шашаны, чачаны), адаптированные в русском языке, дали современный международный этноним чече́нцы.
- Одним из источников происхождения экзонимов также является перенесение названия территории на имя народа, проживающего на ней. Примером такого территориального экзонима может считаться этноним афганцы в противовес самоназванию па(ш/х)то, пуштуны (под афганцами в русском языке может пониматься как всё многонациональное население Афганистана, так и его титульная нация — пуштуны).
- Экзонимы, в том числе и территориальные, часто давались народам колонизаторами (часто народами, ставшими «первооткрывателями» каких-нибудь земель). Например, фин. lopari «жители окраинной земли» в русском языке называются саамами (изначально в русском языке так же назывались лопарями, но затем финский экзоним был заменён на самоназвание). При этом, часто экзонимы колонизированных народов со временем заменяются на эндонимы (изредка — на другие экзонимы), напр., старое русское гиляки́ заменилось на нивхи (самоназвание нивхгу «человек»), а этноним ненцы заменил устаревшее юрыа́ки (при этом самоназвание ненцев — хасо́ва).
- Ещё один пример такой смены, а также иллюстрация того, что исторические экзонимы со временем могут приобретать оттенок неуважительности, — ситуация с бушменами. Слово бушмен происходит от нидерл. Bosjesman («люди кустов») — в мае 1971 года в Йоханнесбурге (ЮАР) на встрече учёных, историков и политиков было одобрено решение в дальнейшем использовать термин сан[2].
- Нередко экзонимы даются для различения народов, имеющих разную национальную самоидентичность. Название монгольского племени татары, почти полностью уничтоженного Чингисханом из родовой мести, использовалось расширительно и применялся ко многим, в основном, тюркоязычным, обычно кочевым или полукочевым, народам Евразии: алтайские татары (алтайцы), братские татары (буряты), закавказские татары (азербайджанцы), горские татары (карачаевцы и балкарцы), дагестанские татары (кумыки), ногайские татары (ногайцы), абаканские / енисейские / минусинские татары (хакасы), казанские татары, крымские татары[3]. Большинство тюркских народов России после Октябрьской революции 1917 года отказалось от этого этнонима.
- Среди крестьянского сословия казанских татар вплоть до начала XX века более популярным самоназванием был конфессионим «мусульмане» и этноним «булгарлык» (булгары), нежели этноним «татары».

Источники свидетельствует в пользу того, что тюрко-мусульманская элита и незнатное население Волго-Уральского региона долгое время использовали для самообозначения различающиеся самоназвания: первые — «татары», вторые — «мусульмане» (отметим, что и те, и другие придерживались мусульманской религии).— Мустакимов И. Очерк истории этнонима «татар» в Волго-Уральском регионе/

Сами себя татары Средней Волги называют булгарлык.— В. Л. Кигн  Переселенцы и новые места. Путевые заметки. — СПб., 1894.

Говорят, чувашин и мордвин гордятся породниться с русским и даже называют себя русским; татары не без гордости величают себя булгарлыком (булгарством).— В. Рагозин. «Исторический очерк „От Оки до Камы“». 1881.
Это объясняется особенностями этнической ситуации в Казанском ханстве и Казанском крае.

Так называемые ясачные чуваши — бесермены локализовывались на основной территории Казанского ханства, исповедовали ислам и в XV—XVI вв. говорили на татарском языке. Их численность значительно превосходила собственно «татарскую» часть господствовавшего в ханстве этноса.— «Татары» (серия «Народы и культуры»).

Марджани выступает категорически против подмены этнонима конфессионимом, заявляя: «Какая жалость! Между наименованиями (татарин и мусульманин) такая же большая разница, как расстояние между Нилом и Ефратом! О ничтожный! Если бы твой религиозный и национальный недруг не знал другого твоего наименования, кроме имени „мусульмане“, он бы тебя возненавидел как „мусульман“. И он восклицает: „Кто же ты, если не татарин?“» (Мәрҗани. Б. 43). Ясно, что Ш. Марджани уже сделал выбор в пользу современного типа идентичности, основанного на этничности.— «Татары» (серия «Народы и культуры»).
- Бывает и так, что разные народы сохраняют общее самоназвание — «нани» остаётся эндонимом ульчей, ороков и нанайцев, а в прошлом такой же автоэндоним был и у орочей[9].
- Другой случай — главная нация сама навязывает отдельные этнонимы (экзонимы) отдельным частям этноса, разделённым территориально, а позднее и административно, как случилось с адыгами, из которых в ХІХ — начале XX века были выделены кабардинцы, адыгейцы и черкесы, что не повлияло на общее национальное самосознание этих народов, при этом автоэтнонимом для всех трёх народов осталось ады́ге, а общим экзонимом — черке́сы[10].
- Ещё один случай подобного навязывания этнонима — украинцы (первоначально в австрийских документах определялись как русины, подданные Австро-Венгрии). Самоназвание русины или руськие употреблялось до первой четверти XX века. В русском языке в то время именовались малорусами и являлись среди остальных русских лишь народностью. Новый этноним ознаменовал создание новой национальности там, где он полностью или частично вытеснил старые названия (Украины, Буковина, Новороссия), но при этом в тех местах, где новое название не получило столь широкого распространения, бывшие малорусы либо остались частью русских, то есть стали частью одной национальности с бывшими великорусами (Кубань, приграничные с Украиной области России, Дальний Восток (см. Зелёный Клин)), либо отдельной национальности под названием русины (страны Восточной Европы, Закарпатье, частично Подкарпатье). Данный факт и по сей день порой вызывает дискуссии (когда речь идёт о границах современной Украины), поскольку существует значительная разница в показателях переписи населения, по которым территория расселения малорусов в досоветский период и украинцев в раннесоветский период значительно превышает территорию их расселения по данным последующих лет.
- В остальном, названия народов, как и многих других вещей и явлений, в том числе социальных, могут меняться. Например, вместо распространённого экзонима якуты для названия этого народа в России под давлением национальной якутской-саха интеллигенции в последнее время (с середины 1990-х годов) всё активне используется самоназвание саха́, и до сих пор в научной российской литературе встречается двойственное название манси — манси (самоназвание) и вогулы (исторический экзоним, распространённый в западноевропейской литературе).

## Некоторые наиболее употребительные международные экзонимы
Ниже приведён краткий список самых известных международных экзонимов:

Принадлежность названий стран в русском языке к тому или иному грамматическому роду

- Албанцы — самоназвание алб. Shqiptarët (шкипта́р, шкипта́рт; дословно «горные орлы»): на Балканах ещё до нашей эры жили иллирийские племена со сходным названием.
- Армяне — самоназвание арм. Հայ (hay): пример территориального экзонима. Название происходит от урарт. Ḫāti, или, по другим предположениям, от названия страны Хайаса, упоминаемой на глиняной хеттской таблице, относящейся ко второму тысячелетию до нашей эры (подробнее см. Этногенез армян). Согласно древнеармянской легенде, это название связано с общим прародителем всех армян — легендарным Хайком.
- Баски — самоназвание баск. Euskaldunak (эускалдунак, то есть «носители эускара» — баскского языка): название распространилось из языков соседних народов (испанцев, французов, этому слову родственны названия Бискайский залив и исторической области Бискайя, а также Гасконь).
- Венгры — самоназвание венг. Magyarok (мо́дёрок); официальный международный экзоним Венгрия (англ. Hungarian, швед. ungrare, рум. unguri, праслав. *ǫgъrinъ, др.-рус. ѹгринъ, пол. węgier, болг. унгарци) происходит из булг. on ogur, тюрк. on oguz «десять огузских родов»[11].
- Греки — самоназвание балканских греков греч. Έλληνες (э́ллинес): единства мнений по этому вопросу среди учёных нет, но можно сказать, что происхождение экзонима связано с эпонимом первых греческих колоний на юге Италии — Грайкои из Эвбеи; фактом остаётся начало распространения этнонима во времена Древнего Рима[12].
- Грузины — самоназвание груз. ქართველები (картве́ли), адаптировано, например, венграми венг. Kartvéliek; название грузины происходит от имени св. Георгия — покровителя Грузии, которое на распространённых в Малой Азии каппадокийском и киликийском наречиях средневекового греческого языка звучало как Гюрги, в раннем Средневековье её население в сасанидском Иране стали называть гурз, гюрдж. В русский язык слово, как предполагают некоторые историки, заимствовано через посредство одного из тюркских языков. Существует также версия, что название грузины происходит от армянского экзонима грузин virkʿ (букв. «верхние»), которое, потерпев трансформацию в персидском языке, проникло и в другие языки (древнеарм. վիրք (virkʿ) → парф. 𐭅𐭉𐭓𐭔𐭍, 𐭥𐭫𐭥𐭰𐭠𐭭 (wiruž-ān) → пехл. 𐭥𐭫𐭥𐭰𐭠𐭭 (Wiruz-ān) → перс. گرج‎ (Gorj).
- Индейцы — общее название коренного населения Америки. Возникло от ошибочного представления первых европейских мореплавателей (Христофора Колумба и других) конца XV века, считавших открытые ими заатлантические земли Индией[13].
- Ирландцы — кроме англоязычного автоэтнонима Irish (а́йриш), имеют другое, кельтское самоназвание Éireannaigh (э́йренах), происходящее от кельтского названия острова Ирландия Э́йре.
- Китайцы — самоназвание хань 汉, ханьжэнь 汉人, ханьцзу 汉族; международные экзонимы китайцев (англ. Chinese чайни́з, нем. Chinesen хине́зен или кине́зен, хорв. Kinezi кине́зы, пол. Chińczycy хиньчы́цы) представляют собой изменённый эндоним, происходящий, в свою очередь, от династии Цинь (221 год до н. э. — 206 год до н. э.), проводившей объединительную государственную политику; рус. Китайцы, так же, как тюркские тат. Qıtay, каз. قىتاي, Қытай, Qıtay, уйг. خىتاي, Xitay‎ и монг. Хятад, происходит от названия кочевого племени монгольского происхождения каракитаи (кидани в китайских источниках), захватившего часть Северного Китая[14]; в Средневековье в Европе этот экзоним также был распространён — итальянский путешественник Марко Поло (1254—1324) употребляет в своих заметках слова Китай, Катай.
- Корейцы — экзоним происходит от названия средневековой страны на Корейском полуострове Корё (918—1392), самоназвание же корейцев кор. 조선 사람; 朝鮮 사람 Chosŏn saram (чосон сарам) в Северной Корее и кор. 한국 사람; 韓國 사람 Hanguk saram (хангук сарам) в Южной Корее. Солангами в Средневековье также называли корейцев[15].
- Немцы — самоназвание нем. Deutsche. В русском, как и в большинстве славянских языков, название происходит от слова немой — говорящий неясно, непонятно. Это слово использовалось на Руси как собирательное название иностранцев, не владеющих русским языком. В других языках распространено название, происходящее от собирательного экзонима германцы. Во французском и испанском языках название немцев происходят от названия союза древнегерманских племён — алеманнов (фр. les Allemands, исп. los Alemanos).
- Осетины — два самоназвания в зависимости от двух основных субэтничных групп — иро́н и дигоро́н; экзоним «осетины» происходит от топонима груз. ოსეთი (о́се́ти) — «земля Осов», от груз. ოსი (о́си) наименования аланов (предков осетин) в средневековых грузинских источниках (в древнерусских — ясь).
- Финны — самоназвание фин. Suomalaiset (суомалайсет): единого мнения о происхождении экзонима не существует, по версиям, возможно перенесение на финнов древнего, ещё с римской эпохи, экзонима саамов; экзоним распространился благодаря названиям в скандинавских языках (швед. finländare).
- Чукчи — самоназвание луораветла́н («настоящие люди»); экзоним произошёл от названия, данного чукчам эвенами чаучу́, «богатый оленями».
- Якуты — самоназвание саха; экзоним предположительно произошёл от эвенского «яко», или «эко», по фонетическим законам слову саха на других тюркских языках соответствовало бы незафиксированное в источниках слово jaqa или yaqa.
- Японцы — самоназвание нихондзин, ниппондзин 日本人 (букв. «человек [страны] восходящего солнца»); экзоним японцы представляет собой искажённое, от порт. Japão, в свою очередь, перенятого португальцами из китайского названия Японии — 日本 Жибэнь (путунхуа Rìběn и шанхайское Zeppen), самоназвание.

## Факты
- Большинство названий народов в русском языке является многозначными словами и может обозначать также и граждан страны, название которой происходит от названия народа. Например, китайцы или испанцы. Этноним русские в досоветский период также имел второе значение и употреблялся по отношению ко всем подданным Российской империи. При этом, чтобы не путать русскую национальность и русское подданство, не русских по национальности жителей России принято было называть россиянами[источник не указан 1448 дней], то есть термином, применяемым ныне ко всем гражданам государства и страны.
- Использование разных экзонимов, обычно экзотопонимов, часто бывает мотивом, на котором строятся сюжеты произведений литературы, кино и так далее. Например, в романе Ж. Верна «Дети капитана Гранта» несколько раз обыгрываются ситуации с названиями географических объектов на разных языках.